# Nvidia DGX

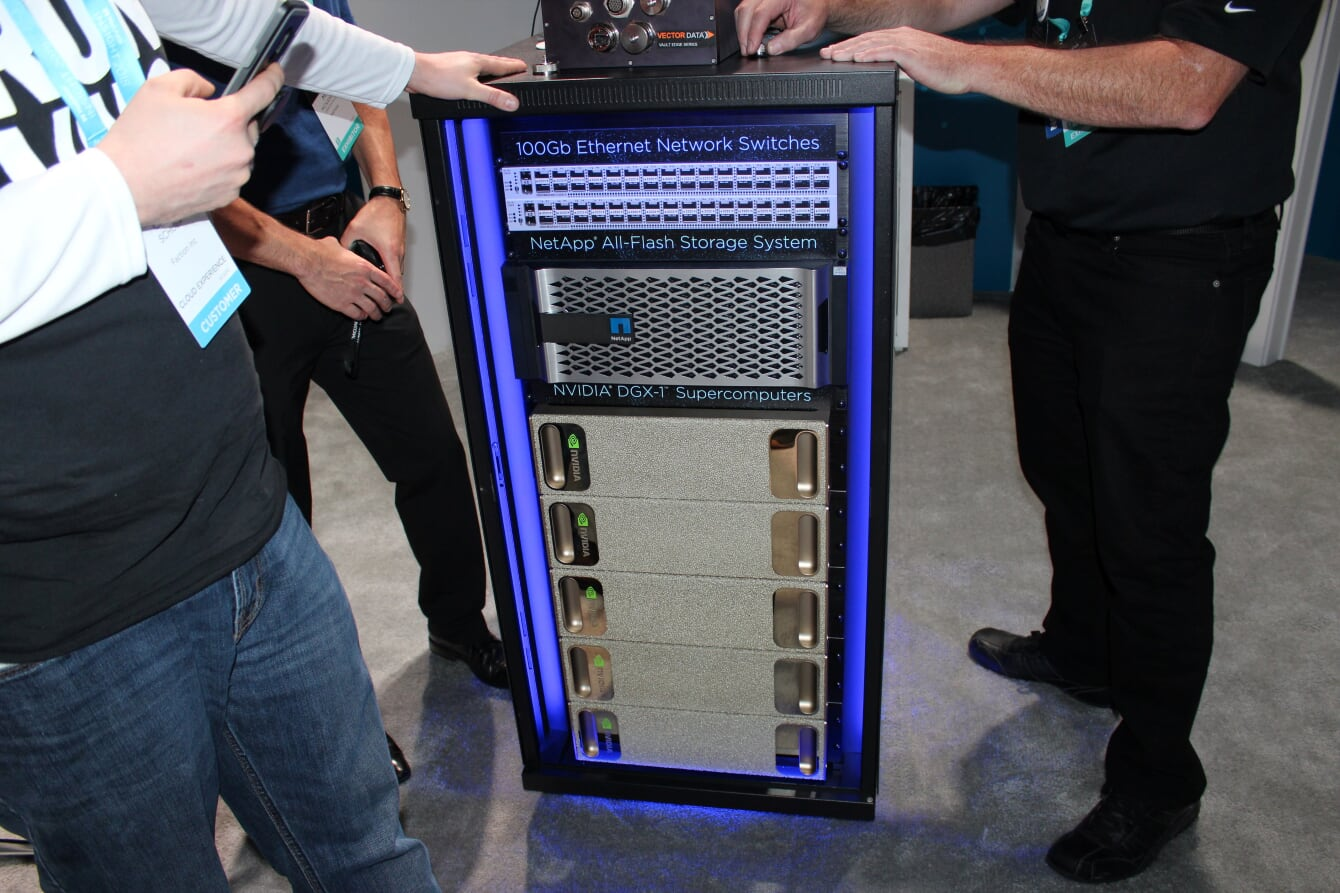
Un bastidor que conté cinc superordinadors DGX-1.

Nvidia DGX és una línia de servidors i estacions de treball produïts per Nvidia especialitzats a utilitzar GPGPU per accelerar aplicacions d'aprenentatge profund. El disseny típic d'un sistema DGX es basa en un xassís de muntatge en bastidor amb una placa base que transporta CPU de servidor x86 d'alt rendiment (normalment Intel Xeons, amb l'excepció DGX A100 i DGX Station A100, que utilitzen CPU AMD EPYC). El component principal d'un sistema DGX és un conjunt de 4 a 16 mòduls de GPU Nvidia Tesla en una placa del sistema independent. Els sistemes DGX tenen grans dissipadors de calor i ventiladors potents per refredar adequadament milers de watts de sortida tèrmica. Els mòduls de GPU normalment s'integren al sistema mitjançant una versió del sòcol SXM.
Comparativa dins la família DGX:
| Accelerador | Aquhitectura | Encapsulat | FP32 CUDA Nuclis | FP64 Cores (excl. Tensor) | INT32/FP32 Nuclis | INT32 Nuclis | Boost rellotge | Rellotge memòria | Amplada Bus memòria | Amplada de banda memòria | VRAM | Precisió simple (FP32) | Precisió doble (FP64) | INT8 (no-Tensor) | INT8 Dense Tensor | INT32     | FP16        | FP16 Dense Tensor | bfloat16 Dense Tensor | TensorFloat-32 (TF32) Dense Tensor | FP64 Dense Tensor | Interconnect (NVLink) | GPU   | L1 Cache Size      | L2 Cache Size | TDP  | GPU Die Size | Transistor Count | Manufacturing Process |
| ----------- | ------------ | ---------- | ---------------- | ------------------------- | ----------------- | ------------ | -------------- | ---------------- | ------------------- | ------------------------ | ---- | ---------------------- | --------------------- | ---------------- | ----------------- | --------- | ----------- | ----------------- | --------------------- | ---------------------------------- | ----------------- | --------------------- | ----- | ------------------ | ------------- | ---- | ------------ | ---------------- | --------------------- |
| H100        | Hopper       | SXM5       | 16896            | 4608                      | 16896             | N/A          | 1780 MHz       | 4.8Gbit/s HBM3   | 5120-bit            | 3072GB/sec               | 80GB | 60 TFLOPs              | 30 TFLOPs             | N/A              | 4000 TOPs         | N/A       | N/A         | 2000 TFLOPs       | 2000 TFLOPs           | 1000 TFLOPs                        | 60 TFLOPs         | 900GB/sec             | GH100 | 25344KB(192KBx132) | 51200 KB      | 700W | 814 mm2      | 80B              | TSMC 4 nm N4          |
| A100 80GB   | Ampere       | SXM4       | 6912             | 3456                      | 6912              | N/A          | 1410 MHz       | 3.2Gbit/s HBM2   | 5120-bit            | 2039GB/sec               | 80GB | 19.5 TFLOPs            | 9.7 TFLOPs            | N/A              | 624 TOPs          | 19.5 TOPs | 78 TFLOPs   | 312 TFLOPs        | 312 TFLOPs            | 156 TFLOPs                         | 19.5 TFLOPs       | 600GB/sec             | GA100 | 20736KB(192KBx108) | 40960 KB      | 400W | 826 mm2      | 54.2B            | TSMC 7 nm N7          |
| A100 40GB   | Ampere       | SXM4       | 6912             | 3456                      | 6912              | N/A          | 1410 MHz       | 2.4Gbit/s HBM2   | 5120-bit            | 1555GB/sec               | 40GB | 19.5 TFLOPs            | 9.7 TFLOPs            | N/A              | 624 TOPs          | 19.5 TOPs | 78 TFLOPs   | 312 TFLOPs        | 312 TFLOPs            | 156 TFLOPs                         | 19.5 TFLOPs       | 600GB/sec             | GA100 | 20736KB(192KBx108) | 40960 KB      | 400W | 826 mm2      | 54.2B            | TSMC 7 nm N7          |
| V100 32GB   | Volta        | SXM3       | 5120             | 2560                      | N/A               | 5120         | 1530 MHz       | 1.75Gbit/s HBM2  | 4096-bit            | 900GB/sec                | 32GB | 15.7 TFLOPs            | 7.8 TFLOPs            | 62 TOPs          | N/A               | 15.7 TOPs | 31.4 TFLOPs | 125 TFLOPs        | N/A                   | N/A                                | N/A               | 300GB/sec             | GV100 | 10240KB(128KBx80)  | 6144 KB       | 350W | 815 mm2      | 21.1B            | TSMC 12 nm FFN        |
| V100 16GB   | Volta        | SXM2       | 5120             | 2560                      | N/A               | 5120         | 1530 MHz       | 1.75Gbit/s HBM2  | 4096-bit            | 900GB/sec                | 16GB | 15.7 TFLOPs            | 7.8 TFLOPs            | 62 TOPs          | N/A               | 15.7 TOPs | 31.4 TFLOPs | 125 TFLOPs        | N/A                   | N/A                                | N/A               | 300GB/sec             | GV100 | 10240KB(128KBx80)  | 6144 KB       | 300W | 815 mm2      | 21.1B            | TSMC 12 nm FFN        |
| P100        | Pascal       | SXM/SXM2   | N/A              | 1792                      | 3584              | N/A          | 1480 MHz       | 1.4Gbit/s HBM2   | 4096-bit            | 720GB/sec                | 16GB | 10.6 TFLOPs            | 5.3 TFLOPs            | N/A              | N/A               | N/A       | 21.2 TFLOPs | N/A               | N/A                   | N/A                                | N/A               | 160GB/sec             | GP100 | 1344KB(24KBx56)    | 4096 KB       | 300W | 610 mm2      | 15.3B            | TSMC 16 nm FinFET+    |